# Aliasing
Mit Aliasing (dt. Überlappung/Überlagerung) wird in der Informatik das Vorhandensein mehrerer Bezeichner (Deskriptoren) für einen Ort bezeichnet. Aliasing funktioniert beispielsweise für Variablen mit demselben Speicherort oder als Weiterleitung in Netzwerk-Adressräumen.
Es kann hierbei, insbesondere in Verbindung mit Zeigern oder Referenzparametern von Prozeduren, zu undurchsichtigen Fehlern zur Laufzeit kommen, da an einer Stelle der Wert geändert wird, was an einer anderen Stelle (wegen eines dort verwendeten Alias-Bezeichners) nicht sofort ersichtlich ist.